# Manila Standard
Il Manila Standard è un quotidiano edito nelle Filippine di proprietà, a partire dal 2017, della famiglia Romualdez. I Romualdez, attraverso il leader in carica della maggioranza alla Camera, il rappresentante Martin Romuáldez, possiedono anche Journal Publications, Inc., proprietaria dei giornali scandalistici People's Journal e People's Tonight.
Istituito inizialmente come Manila Standard nel 1987, si è fuso con un altro quotidiano, Today, il 6 marzo 2005 ed è diventato il Manila Standard Today (MST). Nel 2015, il giornale si è ribattezzato The Standard (temporaneamente The New Standard), prima di tornare al suo nome originale nel 2016.